# The Birthday 〜Ti Amo〜
「The Birthday 〜Ti Amo〜」（ザ バースデイ ティ アーモ） は、EXILEの28枚目のシングル。2008年9月24日にrhythm zoneから発売。

## 概要
前作「Pure/You're my sunshine」から7カ月ぶりのシングル。発売日の3日後にデビュー7周年を迎え、活動8年目に突入することを記念したシングル。「CD+DVD」「CDのみ」の2形態で発売。
表題曲「Ti Amo」は、イタリア語で"愛してる"を意味し、女性目線の歌詞となっている。曲終盤の「Ti Amo」という台詞一言はナレーターの秀島史香が担当している。1920年代の上海を舞台としたミュージックビデオには東京スカパラダイスオーケストラの谷中敦、女優の美波が出演している。同曲は、明治製菓の冬期限定チョコレート「Meltykiss」のCMソングに起用された。

## 主な記録
オリコン週間シングルランキングでは23枚目のシングル「道」以来、通算5作目の首位獲得となった。
表題曲「Ti Amo」は、第41回日本有線大賞および第50回日本レコード大賞でそれぞれ初の大賞を受賞した。日本有線大賞と日本レコード大賞のダブル受賞は、史上7組目であった。また、第一興商による「年間カラオケリクエストランキング」で2009年に年間3位となった。2009年度のJASRAC賞では銀賞を獲得した。
表題曲「Ti Amo」は、2015年8月に200万ダウンロードを記録し、日本レコード協会から2ミリオン認定された。また、2024年9月にストリーミング再生が5000万回を記録し、ゴールド認定された。

## 収録曲

### CD
1. Ti Amo
作詞：松尾潔 / 作曲：Jin Nakamura、松尾潔 / 編曲：Jin Nakamura
  - 本作の表題曲
  - 明治製菓「Meltykiss」CMソング
2. SUPER SHINE feat. VERBAL (m-flo)
作詞：michico、VERBAL (m-flo) / 作曲：T.Kura、michico / 編曲：T.Kura
  - ベストアルバム『EXILE ENTERTAINMENT BEST』収録曲の新録バージョン
3. 24karats feat. J Soul Brothers and DOBERMAN INC
作詞：STY、P-CHO、GS、TOMOGEN、KUBO-C / 作曲：Bach Logic、STY
  - 25thシングル「時の描片 〜トキノカケラ〜/24karats -type EX-」の2曲目の新録バージョン
4. Your eyes only 〜曖昧なぼくの輪郭〜
作詞：Kenn Kato / 作曲：Face 2 fAKE / 編曲：中野雄太
  - 1stシングルの再録バージョン
5. Ti Amo (Instrumental)
6. SUPER SHINE feat. VERBAL (m-flo) (Instrumental)
7. 24karats feat. J Soul Brothers and DOBERMAN INC (Instrumental)
8. Your eyes only 〜曖昧なぼくの輪郭〜 (Instrumental)

### DVD
※CD+DVDのみ
1. Ti Amo Chapter 1.（Video Clip）
2. Your eyes only 〜曖昧なぼくの輪郭〜（Video Clip）

## 収録アルバム
- EXILE / EXILE ENTERTAINMENT BEST（#2、オリジナルバージョン）
- EXILE / EXILE BALLAD BEST（#1,4）
- J Soul Brothers / J Soul Brothers（#3）
- m-flo / m-flo inside -WORKS BEST III-（#2）
- EXILE / 愛すべき未来へ（#1、アルバムバージョン）
- EXILE / EXILE JAPAN（#1、Unplugged Version）
- EXILE / EXILE BEST HITS -LOVE SIDE / SOUL SIDE- （#1）
- EXILE / EXTREME BEST（#1）

## カバー
Ti Amo
- 樹里からん（2011年、アルバム『TORCH』収録）
- BENI（2012年、アルバム『COVERS』収録）
- BREATHE（2013年、アルバム『Lovers' Voices』収録）
- Ms.OOJA（2013年、アルバム『MAN -Love Song Covers 2-』収録）
- 湖月わたる（2015年、アルバム『麗人 REIJIN』収録）
- 加治ひとみ（2016年、シングル『In My Hi-Heel/アイズ』収録）
- カール・ウルフ（2017年、アルバム『ザ・ベスト・オブ・カール・ウルフ』収録）
- FREAK（2018年、アルバム『Covers ～R&B Sessions～』収録）
- EXILE TAKAHIRO（2023年、アルバム『EXPLORE』収録）

## その他
表題曲「Ti Amo」のミュージックビデオの世界観と楽曲の歌詞をモチーフとした縦読み漫画『愛と裏切りの街 〜Ti Amo original story〜』が、2023年4月10日よりDMMブックスにて配信された。